# Duché de Saxe-Meiningen
1680–1918
Entités précédentes :
- Duché de Saxe-Gotha

Entités suivantes :
- État libre de Saxe-Meiningen (de)

Le duché de Saxe-Meiningen ou duché de Saxe-Meiningen-Hildburghausen est un ancien État d'Allemagne centrale, dont la branche ernestine de la maison de Wettin a été la famille régnante.

## Géographie

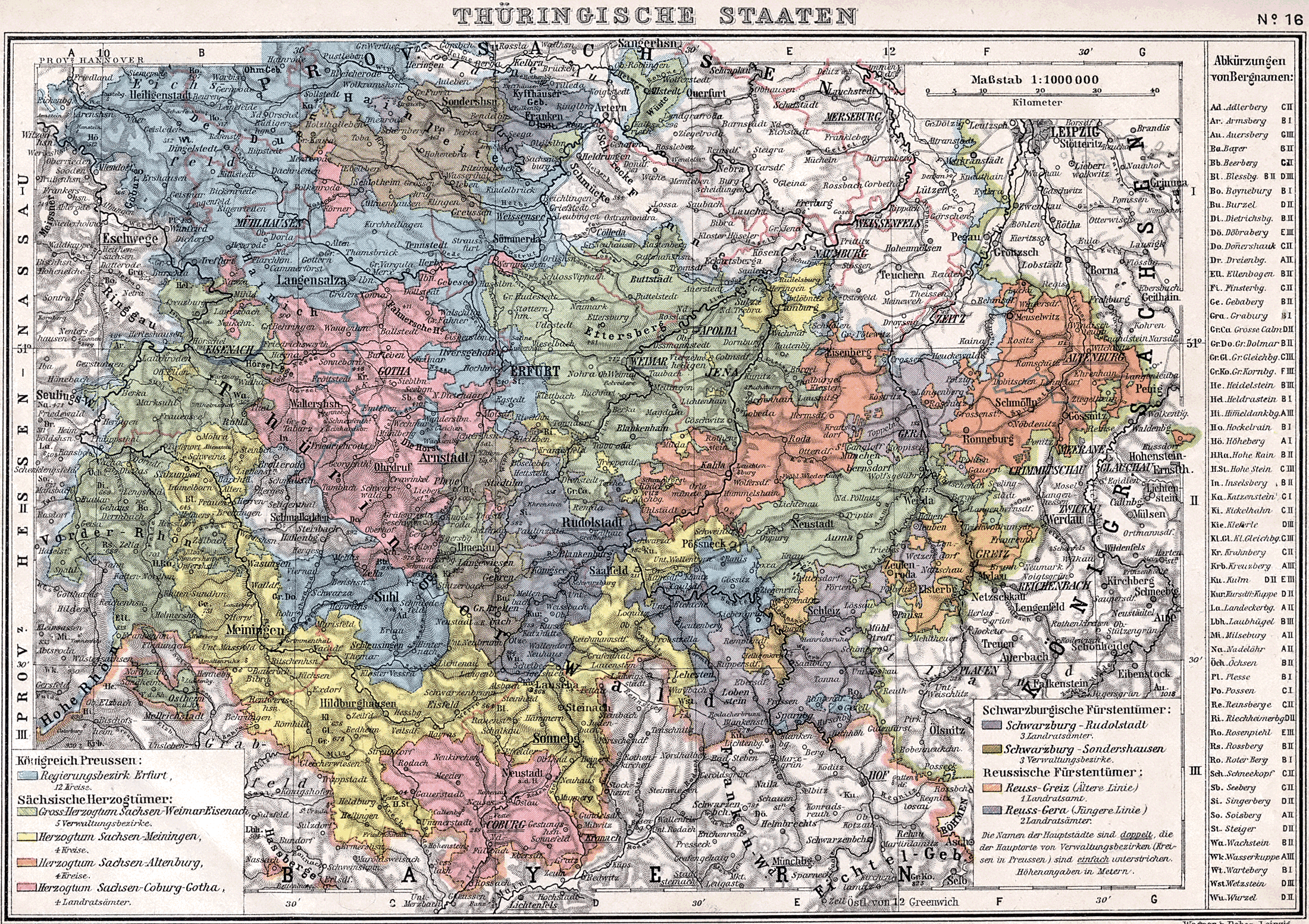
Le duché de Saxe-Meiningen (en jaune) en 1905.

Au sein de l'Empire allemand (1871-1918), la Saxe-Meiningen était bordée au nord par le duché de Saxe-Altenbourg et la principauté de Schwarzbourg-Rudolstadt, au sud par le duché de Saxe-Cobourg, à l'est par la principauté de Reuss (branche cadette) et le grand-duché de Saxe-Weimar, et par le royaume de Bavière à l'ouest et au sud-ouest.

## Histoire

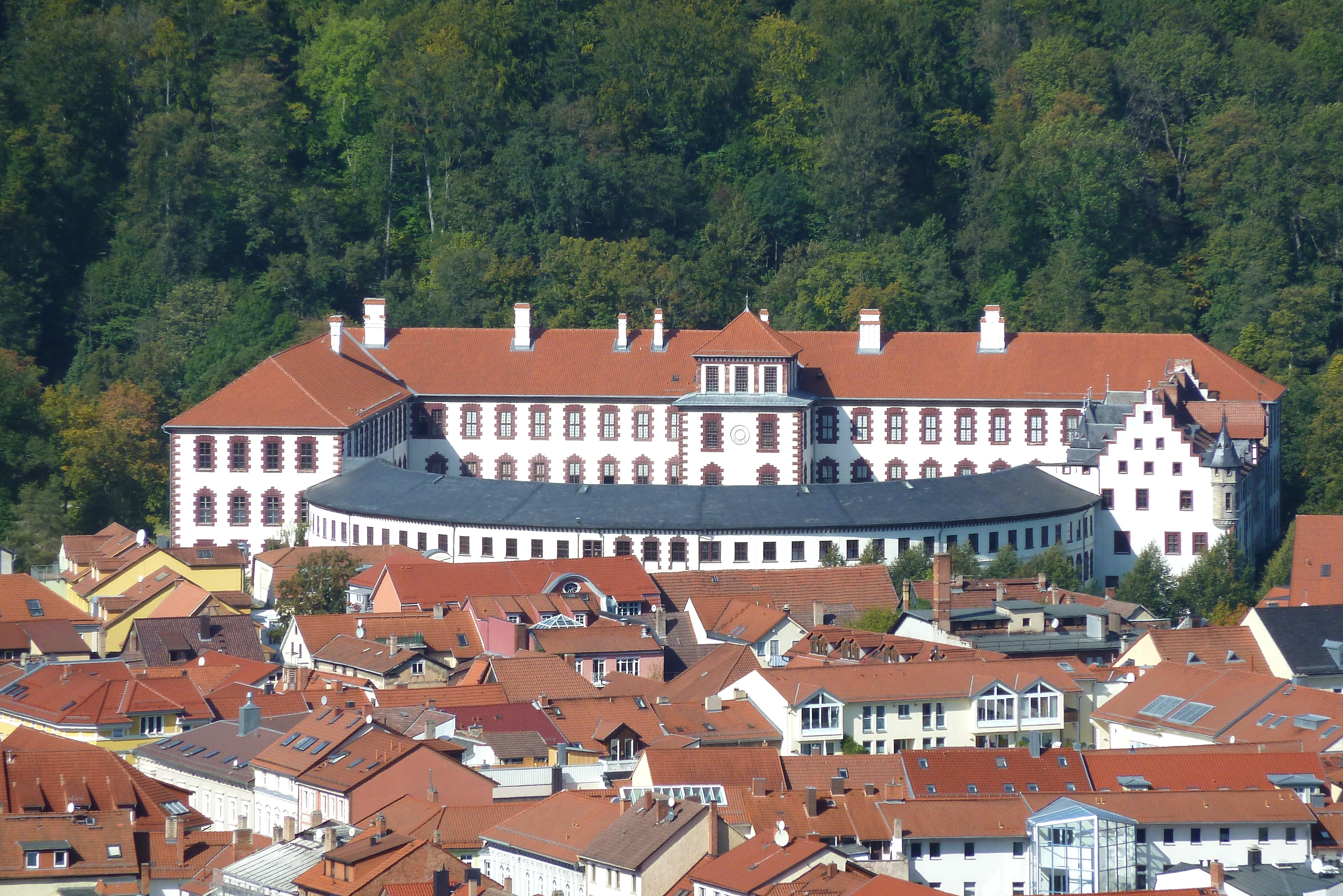
Le château d'Elisabethenbourg à Meiningen, résidence du duché.

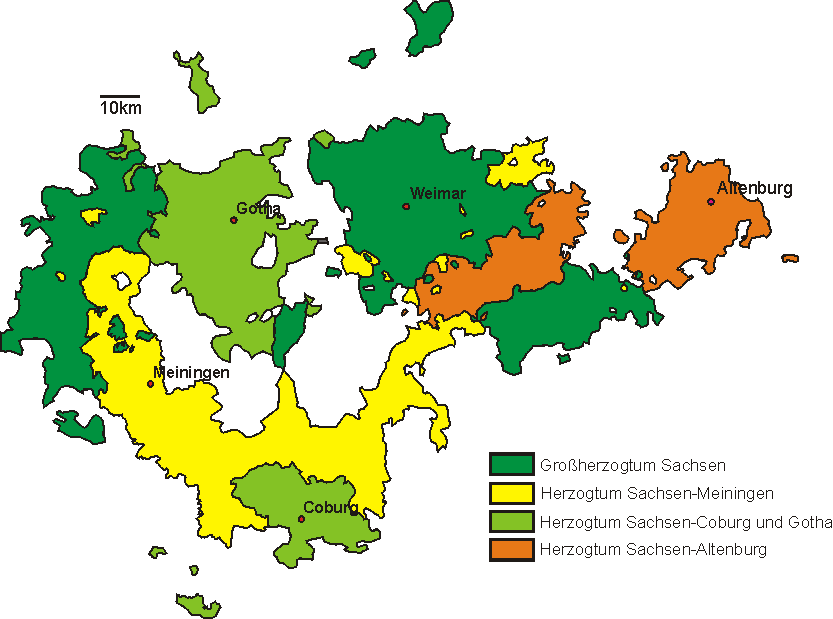
La Saxe-Meiningen (jaune) après le partage de 1825.

Le duché de Saxe-Meiningen est issu du partage du duché de Saxe-Gotha entre les sept fils d'Ernest Ier le Pieux. La Saxe-Meiningen, dévolue au troisième de ses fils, Bernard, comprend les trois bailliages (Schalkau, Sonneberg et Neuhaus). Le château ducal Élisabethenbourg (de) est construit entre 1682 et 1692.
En 1825, le dernier duc de Saxe-Gotha-Altenbourg,  Frédéric IV, meurt sans descendance, ses anciens États sont alors partagés entre les ducs saxons : les bailliages de Rœmhild, de Kranichfeld et de Kambourg sont dévolus à Bernard II de Saxe-Meiningen, qui reçoit également les six bailliages d'Hildburghausen et trois bailliages de Saxe-Cobourg : Saalfeld, Themar et Gräfenthal. 
En 1829, une constitution est octroyée au duché. En 1866, après la guerre austro-prussienne, lors de laquelle le duc Bernard II soutient l'Autriche, le duché rejoint la Confédération de l'Allemagne du Nord en octobre 1866 ; de plus, le duc Bernard est forcé d'abdiquer en faveur de son fils.
Le duché est dissous à la chute de l'empire allemand en 1918 et son territoire appartient au Land de Thuringe. L'actuel duc titulaire est Frédéric-Conrad de Saxe-Meiningen.

## Liste des ducs de Saxe-Meiningen
- 1675 - 1706 : Bernard Ier

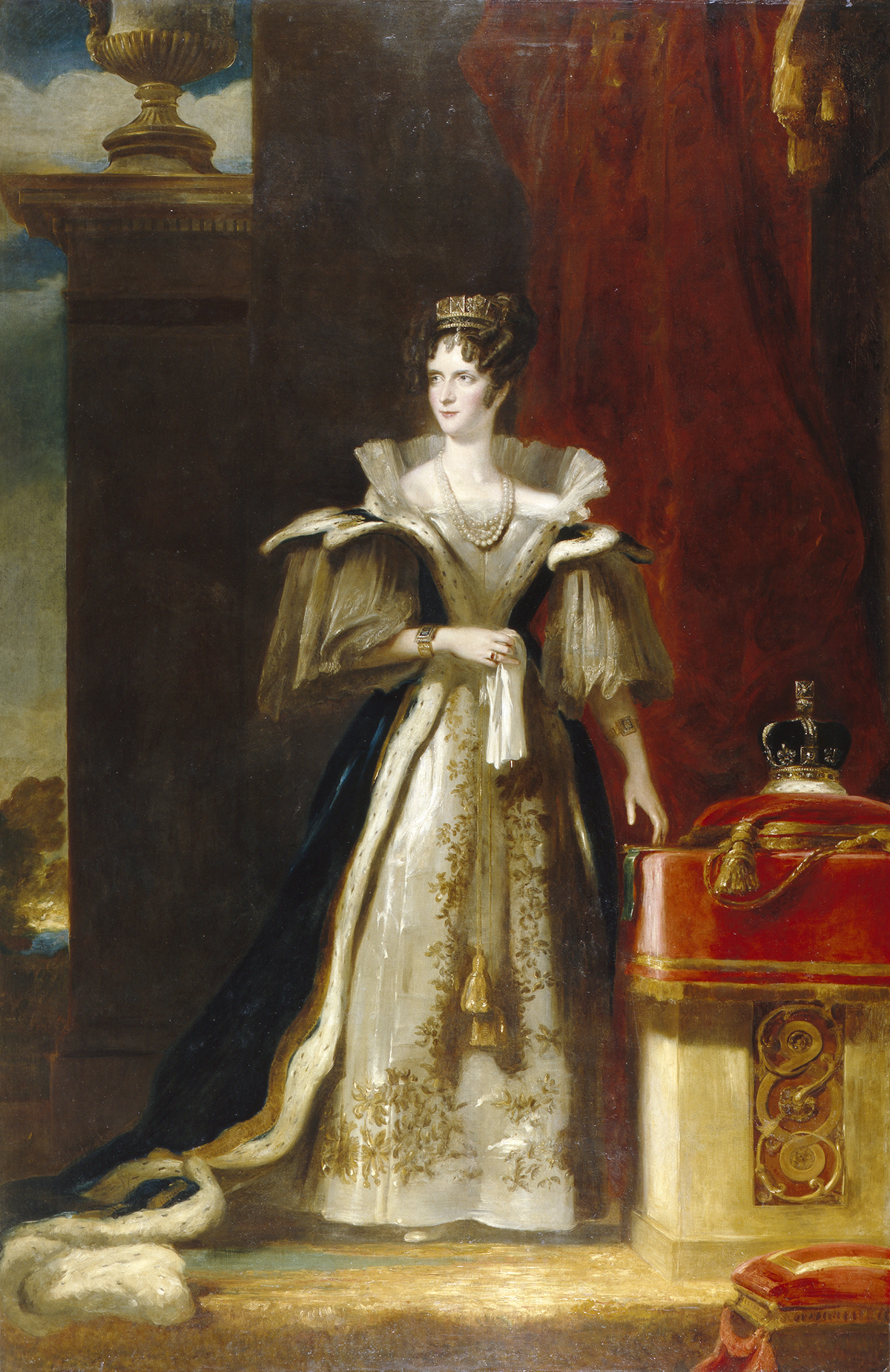
Adélaïde de Saxe-Meiningen (1792–1849), reine consort du Royaume-Uni et de Hanovre

- 1706 - 1724 : Ernest-Louis Ier
- 1724 - 1729 : Ernest-Louis II
- 1729 - 1743 : Charles-Frédéric
- 1743 - 1746 : Frédéric-Guillaume
- 10 mars 1746 - 27 janvier 1763 : Antoine-Ulrich
- 27 janvier 1763 - 21 juillet 1782 : Charles
- 27 janvier 1763 - 24 décembre 1803 : Georges Ier, père de la reine Adélaïde
- 24 décembre 1803 - 20 septembre 1866 : Bernard II
- 20 septembre 1866 - 25 juin 1914 : Georges II
- 25 juin 1914 - 10 novembre 1918 : Bernard III

### Chefs de la lignée de Saxe-Meiningen depuis 1918
- 1918 - 1928 : Bernard III
- 1928 - 1941 : Ernest, frère du précédent
- 1941 - 1946 : Georges III, neveu du précédent
- 1946 - 1984 : Bernard IV, frère du précédent
- depuis 1984 : Conrad, fils du précédent

## Liste des ministres d'État
- 14 septembre 1848 - 23 octobre 1849 : Hans Karl Haubold baron von Spesshardt (de) (1797 - 1860)
- 24 octobre 1849 - 12 mai 1854 : Rudolf Hermann baron von Wechmar (1800 - 1861)
- 12 mai 1854 - septembre 1861 : Andreas Paul Adolph von Harbou (de) (1809 - 1877)
- septembre 1861 -  1er octobre 1864 : Anton Ferdinand baron von Krosigk (1820 - 1892)
- 1er octobre 1864 - 27 juillet 1865 : Vacant
- 27 juillet 1865 - 18 août 1866 : Friedrich Fürchtegott von Uttenhoven (de) (1818 - 1889)
- 18 août 1866 - 20 octobre 1866 : Ernst Gustav Gottlieb Louis von Buch (de) (1801 - 1887)
- 20 octobre 1866 - 1873 : Anton Ferdinand baron von Krosigk (1820 - 1892)
- 1873 - 1890 : Albrecht Otto von Giseke (de) (1822 - 1890)
- 1890 - 1902 : Johann Wilhelm Friedrich von Heim (de) (1835 - 1912)
- 1902 -  5 octobre 1912 : Rudolf baron von Ziller (de) (1832 - 1912)
- 14 octobre 1912 - 12 novembre 1918 : Karl Schaller (de) (1846 - 1922)

## Les anciennes résidences ducales

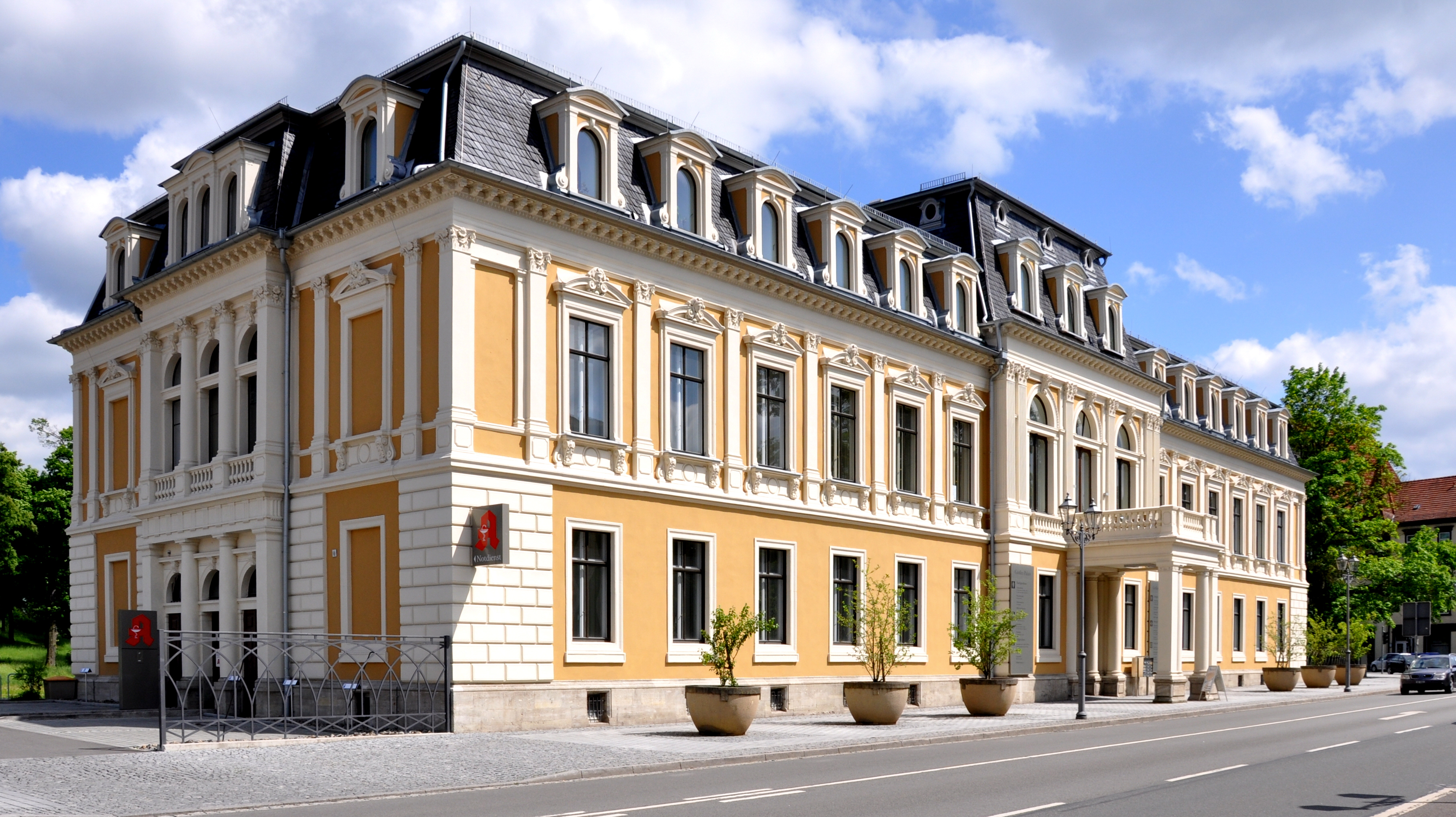
Le palais des princes héréditaires
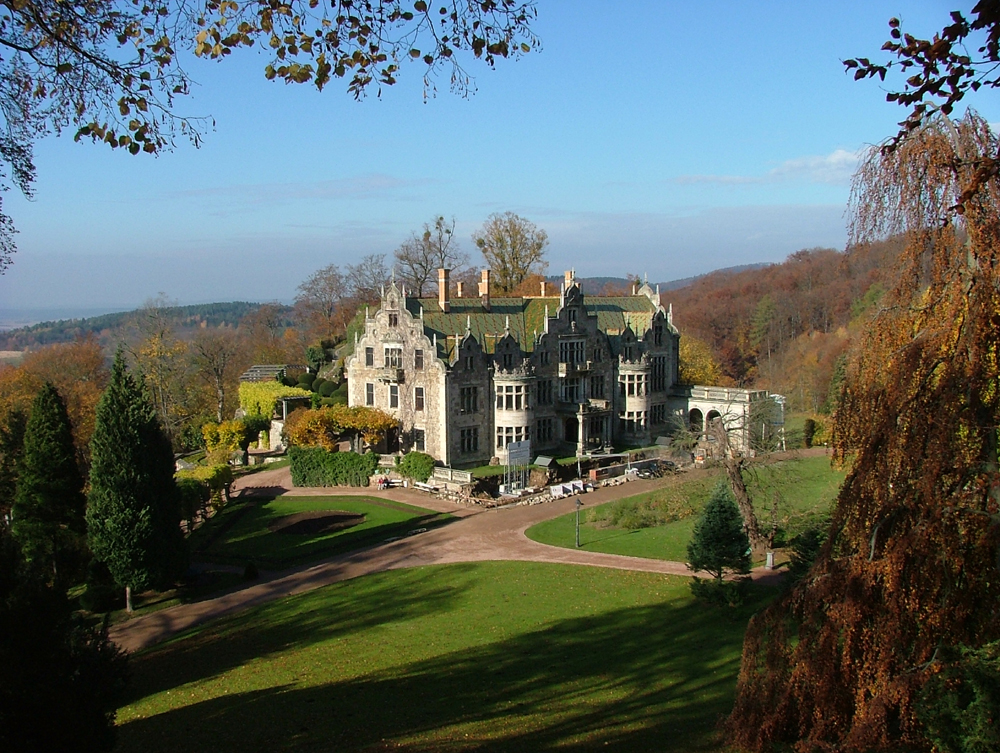
Château d'Altenstein
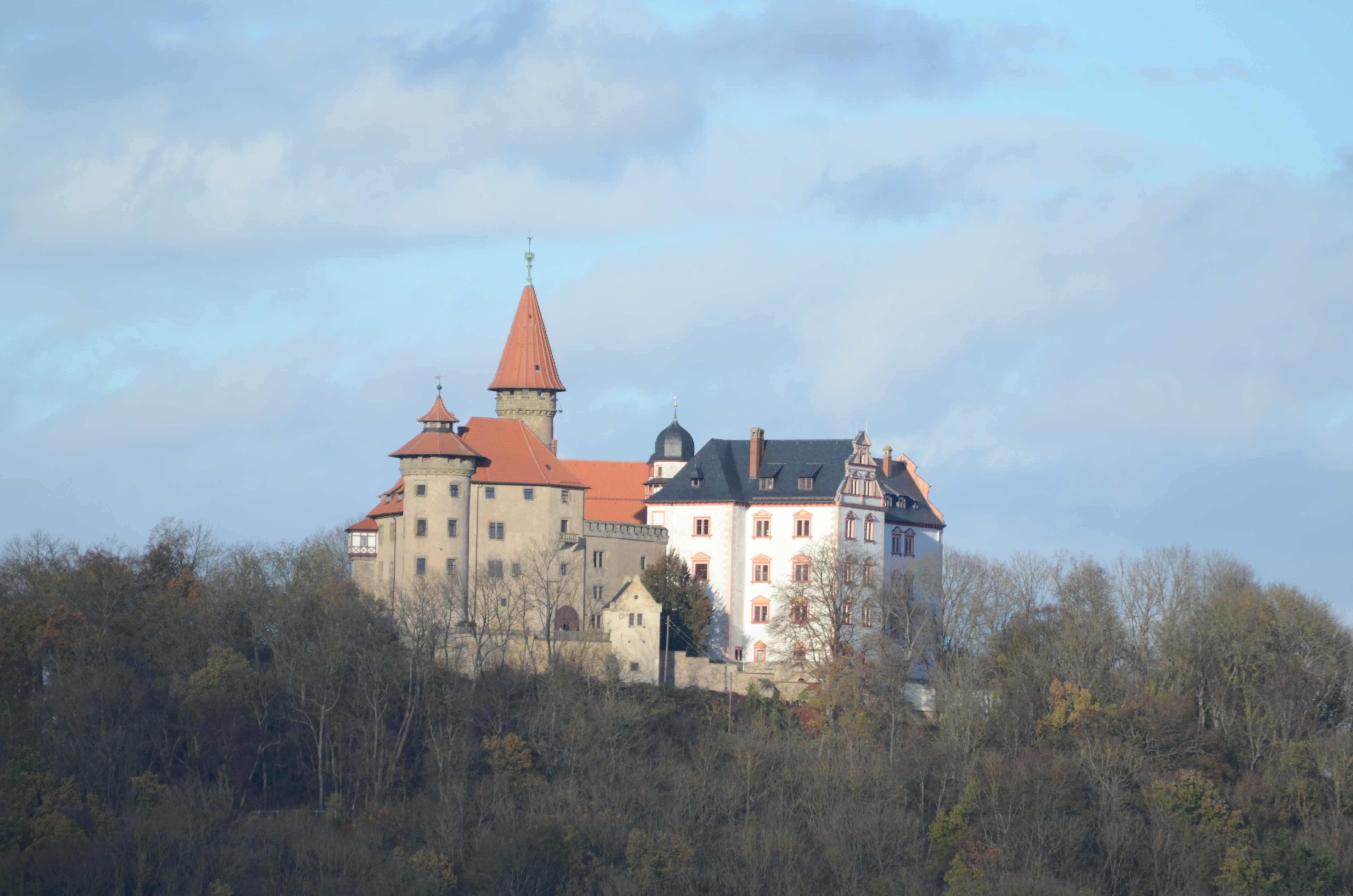
Château de Heldburg
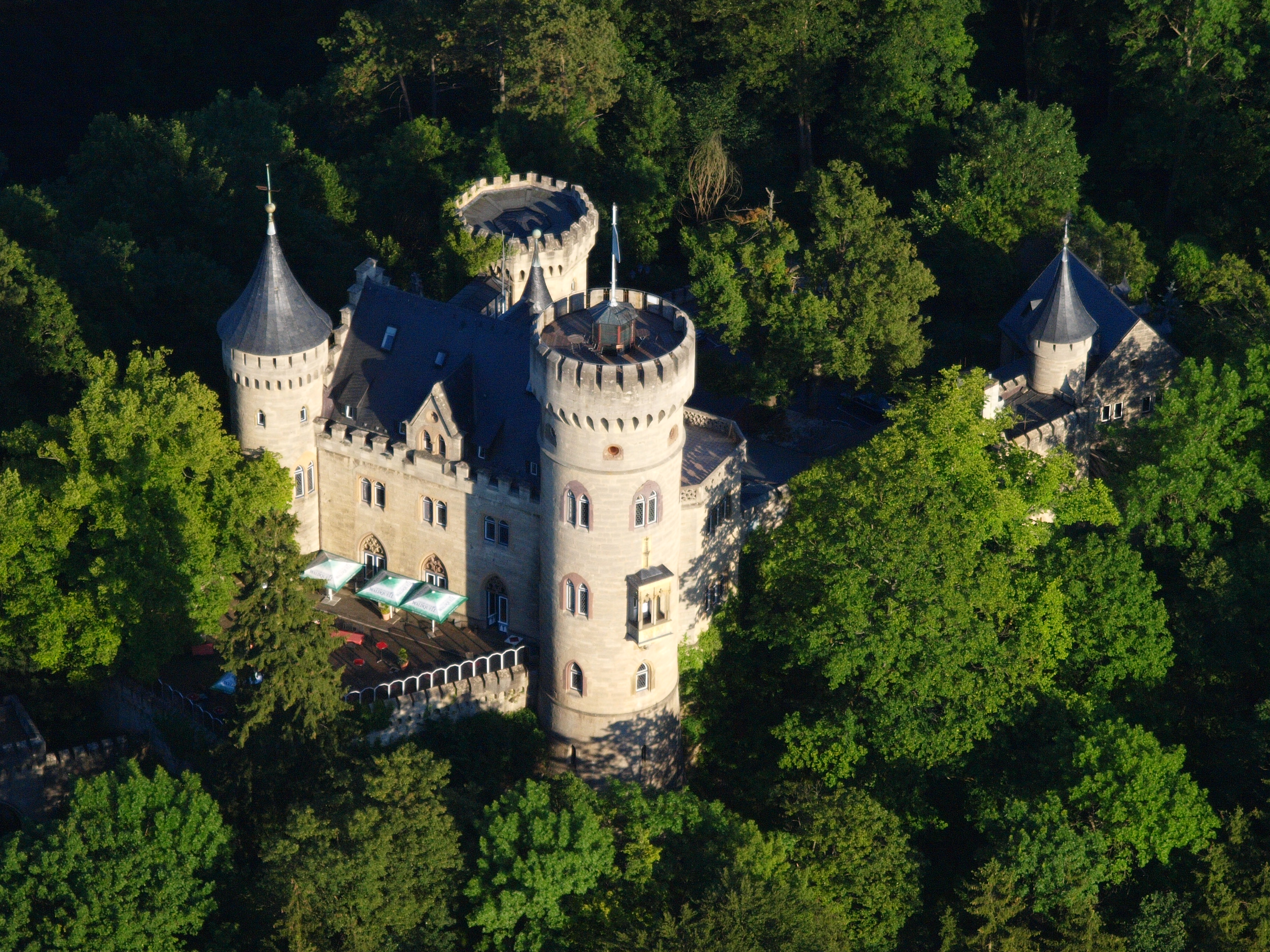
Château de Landsberg (près de Meiningen)
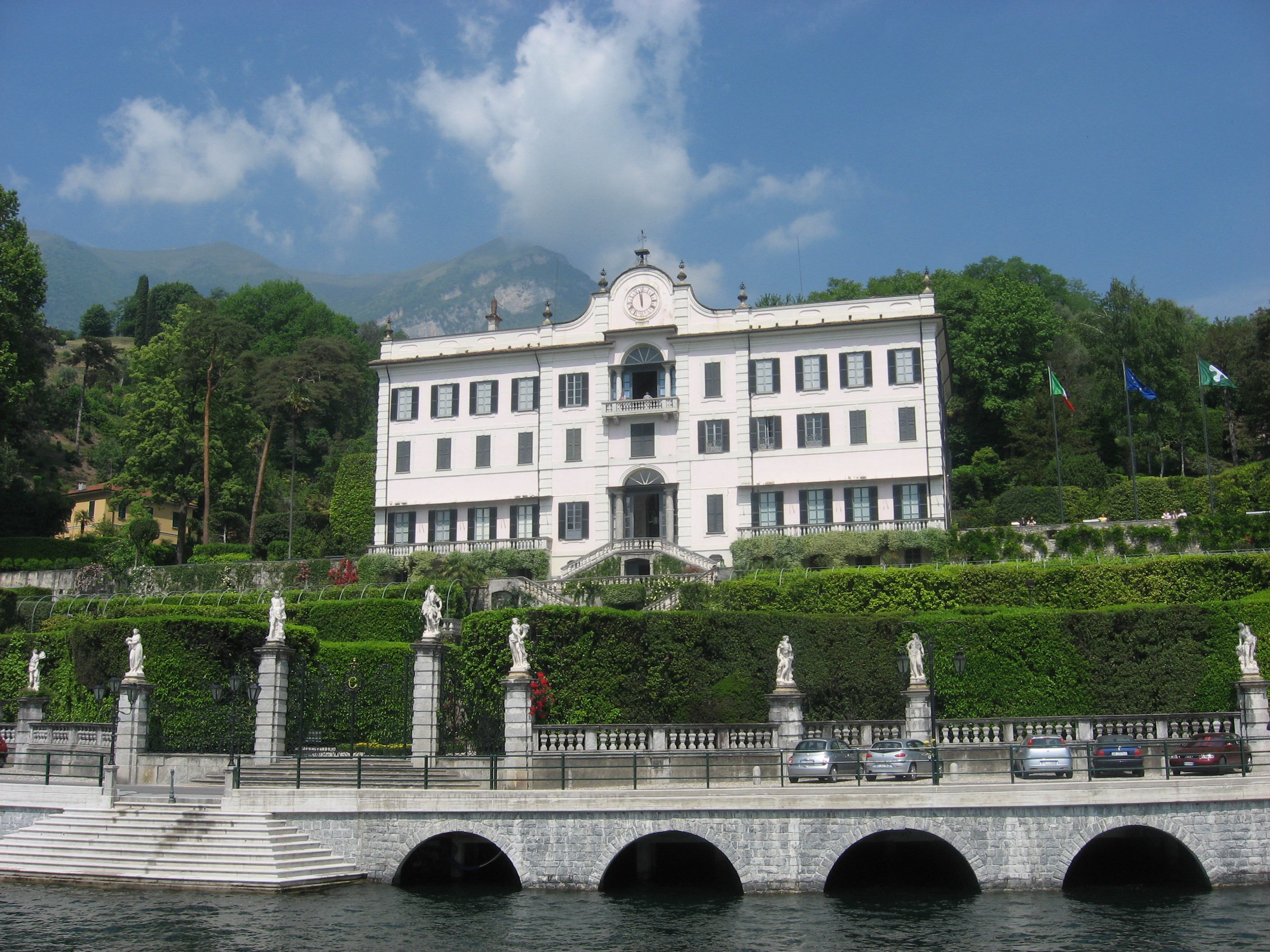
Villa Carlotta au bord du lac de Côme

## Structure administrative
Le duché, à partir de 1869, est organisé en quatre arrondissements:
- Arrondissement d'Hildburghausen
- Arrondissement de Meiningen
- Arrondissement de Saalfeld
- Arrondissement de Sonneberg